# Sauli Niinistö
Sauli Väinämö Niinistö (født 24. august 1948 i Salo) er en finsk jurist og konservativ politiker, der er Finlands 12. og nuværende præsident. Han blev valgt til embedet 5. februar 2012 med tiltrædelse 1. marts samme år. Den 28. januar 2018 blev han genvalgt for en ny seksårig periode.
Niniståo er jurist, bankdirektør og politiker fra Samlingspartiet. Han har tidligere været justitsminister, finansminister og vicestatsminister i regeringerne under Paavo Lipponen
Niinistö er desuden chef for det finske fodboldforbund.
Han er gift med Jenni Haukio. 
- Sauli ved det finske præsidentvalg i 2006.
- Præsident Sauli Niinistö forlader parlamentet efter at have modtaget sit formandskab med den afgående præsident Tarja Halonen i januar 2012.
- Sauli Niinistö og Vladimir Putin i 2017.
- Sauli Niinistö og USAs præsident Donald Trump, i 2019.
- Niinistö som gæst hos Joe Biden i Det Hvide Hus 2022.

## Politisk karriere
- Kommunalpolitiker i Salo (1976-1988 og 1989-1992).
- Medlem af Rigsdagen for Samlingspartiet (1987-2003).
- Formand for Rigsdagen (2007-2011).
- Medlem af Statsrådet som vicestatsminister (1995-2001)
- Justitsminister (1995-96).
- Finansminister (1996-2003).
- Partiformand for Samlingspartiet (1994-2001).
- Vicepræsident for Den Europæiske investeringsbank (2003-2007).[4]